# Anthème Ier de Jérusalem
Pour les articles homonymes, voir Anthème.
Anthème Ier (en grec Άνθιμος A', né en 1717-mort en 1808) fut patriarche orthodoxe de Jérusalem du 4 novembre 1788 au 22 novembre 1808.
Des manuscrits lui appartenant furent emportés en Angleterre par Joseph Dacre Carlyle.